# Potentilla habbemana
Potentilla habbemana är en rosväxtart som beskrevs av Elmer Drew Merrill och Perry. Potentilla habbemana ingår i Fingerörtssläktet som ingår i familjen rosväxter. Inga underarter finns listade i Catalogue of Life.